# Канделаки, Илья
Илья́ Кандела́ки (груз. ილია კანდელაკი; род. 26 декабря 1981, Тбилиси) — грузинский футболист, защитник. Выступал за сборную Грузии.

## Биография
Родился 26 декабря 1981 года в Тбилиси.

### Клубная карьера
Начинал профессиональную карьеру в Грузии. Выступал за клубы тбилисские «35-ПТУ», «Динамо-2», «Тбилиси». С 2000 года по 2005 год выступал за столичное «Динамо». Летом 2005 года перешёл в одесский «Черноморец». В чемпионате Украины дебютировал 11 сентября 2005 года в матче против киевского «Динамо» (0:1). Летом 2007 года перешёл в немецкий клуб «Карл Цейсс». Вместе со своими соотечественниками Ревазом Барабадзе, Георги Ониани, Георги Сетуридзе. В конце сезона «Карл Цейсс» вылетел в Третью бундеслигу, а Канделаки перешёл в австрийский «Штурм», играет под 18 номером. Сыграл во всех четырёх победных матчах в июле 2008 года в Кубке Интертото против солигорского «Шахтёра» и венгерского «Гонведа». После «Штурм» играл во втором раунде квалификации Кубка УЕФА против швейцарского «Цюриха». Первый матч прошёл на выезде и «Штурм» сыграл вничью (1:1), а дома сыграл в основное время (1:1), но по пенальти проиграли (2:4).
По итогам сезона 2008/09 «Штурм» занял 4 место в австрийской бундеслиге, что позволило клубу квалифицироваться в Лигу Европы. Канделаки провёл все шесть матчей в квалификации сначала против боснийского «Широки Бриег», после против черногорского «Петроваца» и украинского «Металлиста». После успешной квалификации «Штурм» попал в группу F. «Штурму» попались бухарестское «Динамо», турецкий «Галатасарай» и греческий «Панатинаикос».

### Карьера в сборной
Выступал за юношеские сборные Грузии до 17 и до 19 лет, а также за молодёжную сборную до 21 года. В сборной Грузии играл с 2004 года по 2013 год.

## Достижения
- Чемпион Грузии: 2003
- Обладатель Кубка Грузии: 2002/03, 2003/04
- Бронзовый призёр чемпионата Украины: 2005/06